# QTV-1
«QTV-1» (сокр. англ. Qualification Test Vehicle, буквально Квалификационные испытания носителя) — пятый старт в рамках программы Аполлон и первый запуск ракеты-носителя Литл Джо-2, состоялся 28 августа 1963 года.

## Цели

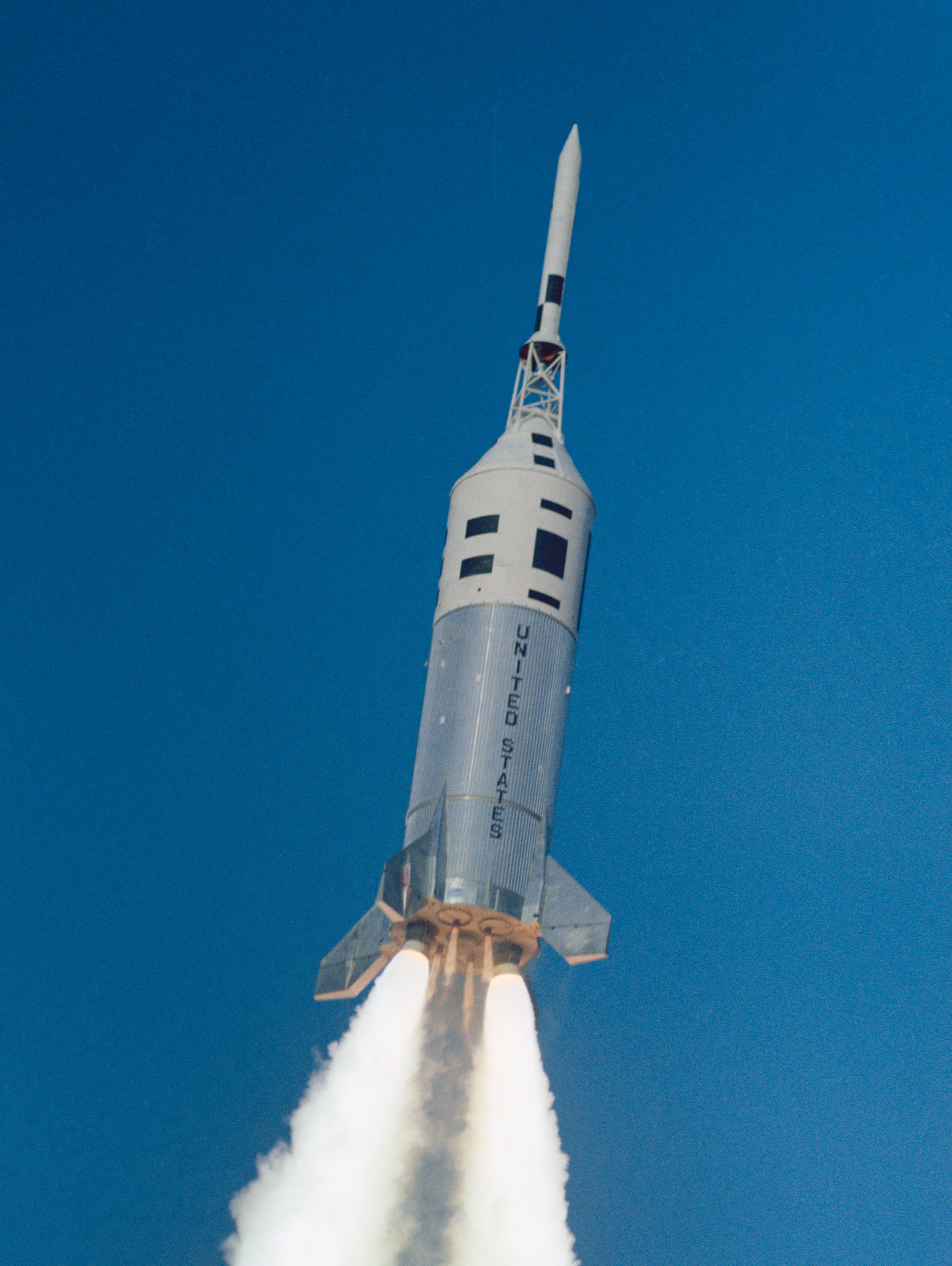
Стартует Литл Джо-2.

Ракета-носитель Литл Джо-2 была запущена на полигоне Белые пески в штате Нью-Мексико, со стартовой площадки № 3. Цель испытания - подтвердить пригодность этой ракеты для отработки командного и служебного модулей корабля Аполлон и определить места максимальных аэродинамических и тепловых нагрузок на ракете и корабле.

## Полет
Макет корабля Аполлон, состоящего из командного и служебного модулей, был выполнен из картона и оснащался нерабочей системой аварийного спасения (САС). В данном запуске впервые стартовала ракета-носитель Литл Джо-2. Высота полета составила 7,32 км. Большинство задач полёта было выполнено, несмотря на разрушение макета корабля.